# Dendrochilum ochrolabium
Dendrochilum ochrolabium är en orkidéart som beskrevs av Jeffrey James Wood. Dendrochilum ochrolabium ingår i släktet Dendrochilum och familjen orkidéer. Inga underarter finns listade i Catalogue of Life.